# Oberndorf (Jossgrund)
Oberndorf ist neben Burgjoß, Lettgenbrunn und Pfaffenhausen einer von 4 Ortsteilen der Gemeinde Jossgrund im hessischen Main-Kinzig-Kreis und Sitz der Verwaltung. Der staatlich anerkannte deutsche Erholungsort mit 590 Haushalten und etwa 1650 Einwohnern liegt etwa 70 km nordöstlich von Frankfurt am Main im Grenzgebiet von bayrischem und hessischem Spessart.

## Geografie

### Geografische Lage
Der Ort wird von der Jossa von Süden nach Norden durchflossen. Sie ist innerorts im gemauerten Bett gefasst. Parallel zur Jossa verläuft in etwa 1,5 km östlicher Entfernung die Bayerische Grenze.

### Nachbargemeinden
Durch die Tallage bedingt, gibt es nur zwei direkte Straßenanbindungen: zu den Ortsteilen Pfaffenhausen im Süden und Burgjoß im Norden.
| Kinderdorf Wegscheide, (5 km) | Burgjoß, 2 km                               | Sinntal, 12 km   |
|                               | Kompassrose, die auf Nachbargemeinden zeigt | Deutelbach, 3 km |
| Lettgenbrunn 5 km,            | Pfaffenhausen, 3 km, Lohrhaupten, 10 km     | Burgsinn, 20 km  |

## Geschichte

### Mittelalter
Die Nennung einer Kirche findet man erstmals in einer Urkunde von 1167, dort ist in einer Aufzählung der Besitzungen des Klosters Schlüchtern von einer basilica in Jazaha die Rede. Es ist davon auszugehen, dass es sich dabei schon um die Martinskirche in Oberndorf handelt. Die erste urkundliche Erwähnung findet Oberndorf in einer Urkunde aus dem Jahr 1346 die in den Mainzer Ingrossaturbüchern Band 59 zu finden ist. Dort „löst“ Friedrich von Hutten die Eigenleute „Lude“ und „Guderlin“ vom Ritter Kunkel von Büdingen. Eine weitere urkundliche Erwähnung findet Oberndorf im Mannbuch der Grafen von Hanau aus dem Jahr 1404. Noch eine urkundliche Erwähnung Oberndorfs ist im Jahr 1444 zu finden, als die Herren von Thüngen ihr Gut „auf der Jossa“, ohne den Pfarrsitz zu Oberndorf und seine Kirche, an Hans von Hutten zu Hausen verkauften.

### Neuzeit

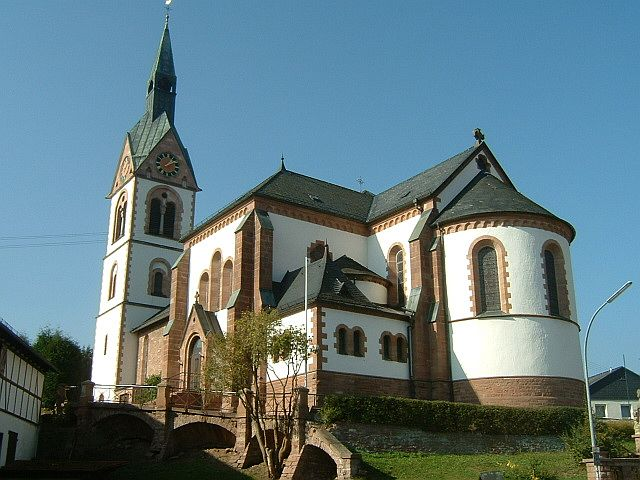
Die St.-Martins-Kirche in Oberndorf

Ab 1540 war Oberndorf im Besitz des Erzstiftes Mainz. Im Rahmen des Dreißigjährigen Krieges wurden Ort und Kirche 1634 fast völlig zerstört.
Im Zweiten Weltkrieg 1940 wurden, aufgrund der Bombardierungen von Großstädten wie Berlin, Personen in ländliche Gegenden wie Oberndorf evakuiert; so kam die Familie des Malers Alf Bayrle in den Ort. Er und sein Sohn, der spätere Maler Thomas Bayrle, blieben beide bis 1958 dort.

#### Waldarbeitersiedlung
Ähnlich wie in Burgjoß und Pfaffenhausen, aber kriegsbedingt erst ab 1943, gab es in Oberndorf einen Zuzug von Waldarbeitern. Ein staatlich gefördertes Siedlungsprogramm, sollte „der Sesshaftmachung von Arbeitnehmer in der Nähe ihres Arbeitsplatzes, der Linderung der Wohnungsnot“ dienen. Gleichzeitig sollte es landwirtschaftlichen Nebenerwerb ermöglichen. Deswegen wurden die neu errichteten Wohnhäuser mit Stall, Scheune, Garten und einer kleinen Ackerfläche ausgestattet. Während in Burgjoß 10 Einfamilienhäuser in einer geschlossenen Siedlung im Spirgelbachtal bezogen wurden, und in Pfaffenhausen vier Waldarbeiterfamilien ihre neuen Häuser über das Dorf verteilt bezogen, gab es am Oberndorfer Rabenberg 7 neue Wohn- und Wirtschaftseinheiten, in die Ehepaare mit insgesamt 23 Kindern einzogen.

#### Alte Mühle in Oberndorf
Die Existenz zweier Mühlen ist für Oberndorf an der Jossa überliefert: Die Untere Mühle, am Ortsausgang Richtung Burgjoß, und die Alte Mühle. Letztere wurde vermutlich „nach dem Dreißigjährigen Krieg, in der zweiten Hälfte des 17. Jahrhunderts wieder aufgebaut“. Es war eine Getreidemühle mit zwei Mahlwerken, die „250 Tage im Jahr in Betrieb, und das elf bis zwölf Stunden täglich“ war. Die Konkurrenz zu „industriellen Großmühlen“ führte letztlich, 1957 zu ihrer Stilllegung. Heute wird zu Demonstrationszwecken, diese 2010 wieder instandgesetzte Mühle hin und wieder in Betrieb genommen.

#### Hessische Gebietsreform
Im Zuge der Gebietsreform in Hessen fusionierten zum 31. Dezember 1971 die bis dahin selbständigen Gemeinden  Burgjoß, Oberndorf und Pfaffenhausen zur neuen Gemeinde Jossatal. Diese wurde zum 1. Juli 1974 kraft Landesgesetzes mit Lettgenbrunn zur Großgemeinde Jossgrund zusammengeschlossen. Ortsbezirke nach der Hessischen Gemeindeordnung wurden nicht errichtet.

### Verwaltungsgeschichte im Überblick
Die folgende Liste zeigt die Staaten und Verwaltungseinheiten, denen Oberndorf angehört(e):
- 16. Jahrhundert: Heiliges Römisches Reich, Kurfürstentum Mainz, Oberamt Hausen, Amtsvogtei Burgjoß
- 1633: Heiliges Römisches Reich,  Kurfürstentum Mainz, Amt Orb
- 1787: Heiliges Römisches Reich, Kurfürstentum Mainz, Oberamt Orb und Lohr, Amtsvogtei Burgjoß
- ab 1803: Heiliges Römisches Reich, Dalbergstaat („Erzkanzlerischer Kurstaat“), Fürstentum Aschaffenburg, Oberamt Orb und Lohr, Amtsvogtei Burgjoß
- 1806–1810:  Primatialstaat Karl Theodor von Dalbergs im Rheinbund, Fürstentum Aschaffenburg, Oberamt Orb und Lohr, Amtsvogtei Burgjoß
- 1810–1813: Großherzogtum Frankfurt, Departement Aschaffenburg, Distrikt Burgjoß
- 1814–1866: Königreich Bayern, Landgerichtsbezirk Orb
- ab 1867: Königreich Preußen,[Anm. 2] Provinz Hessen-Nassau, Regierungsbezirk Kassel, Kreis Gelnhausen[Anm. 3]
- ab 1871: Deutsches Reich, Königreich Preußen, Provinz Hessen-Nassau, Regierungsbezirk Kassel, Kreis Gelnhausen
- ab 1918: Deutsches Reich,[Anm. 4] Freistaat Preußen, Provinz Hessen-Nassau, Regierungsbezirk Kassel, Kreis Gelnhausen
- ab 1944: Deutsches Reich, Freistaat Preußen, Provinz Nassau, Kreis Gelnhausen
- ab 1945: Amerikanische Besatzungszone,[Anm. 5] Groß-Hessen, Regierungsbezirk Wiesbaden, Landkreis Gelnhausen
- ab 1946: Amerikanische Besatzungszone, Hessen, Regierungsbezirk Wiesbaden, Landkreis Gelnhausen
- ab 1949: Bundesrepublik Deutschland, Hessen, Regierungsbezirk Wiesbaden, Landkreis Gelnhausen
- ab 1968: Bundesrepublik Deutschland, Hessen, Regierungsbezirk Darmstadt, Landkreis Gelnhausen
- ab 1972: Bundesrepublik Deutschland, Hessen, Regierungsbezirk Wiesbaden, Landkreis Gelnhausen, Gemeinde Jossatal[Anm. 6]
- ab 1974: Bundesrepublik Deutschland, Hessen, Regierungsbezirk Darmstadt, Main-Kinzig-Kreis, Gemeinde Jossgrund

## Bevölkerung

### Einwohnerstruktur 2011
Nach den Erhebungen des Zensus 2011 lebten am Stichtag dem 9. Mai 2011 in Oberndorf 1356 Einwohner. Darunter waren 48 (3,5 %) Ausländer.
Nach dem Lebensalter waren 243 Einwohner unter 18 Jahren, 609 zwischen 18 und 49, 279 zwischen 50 und 64 und 225 Einwohner waren älter. Die Einwohner lebten in 555 Haushalten. Davon waren 138 Singlehaushalte, 141 Paare ohne Kinder und 216 Paare mit Kindern, sowie 54 Alleinerziehende und 6 Wohngemeinschaften. In 96 Haushalten lebten ausschließlich Senioren und in 402 Haushaltungen lebten keine Senioren.

### Einwohnerentwicklung
Belegte Einwohnerzahlen sind:
- 1632: 38 Untertanen
- 1812: 70 Feuerstellen, 480 Seelen

| Oberndorf: Einwohnerzahlen von 1812 bis 2016 | Oberndorf: Einwohnerzahlen von 1812 bis 2016 | Oberndorf: Einwohnerzahlen von 1812 bis 2016 | Oberndorf: Einwohnerzahlen von 1812 bis 2016 | Oberndorf: Einwohnerzahlen von 1812 bis 2016 |
| --- | -------------------------------------------- | -------------------------------------------- | -------------------------------------------- | -------------------------------------------- |
| Jahr |                                              |                                              |                                              | Einwohner                                    |
| 1812 | 1812                                         |                                              | 480                                          | 480                                          |
| 1834 | 1834                                         |                                              | 616                                          | 616                                          |
| 1840 | 1840                                         |                                              | 658                                          | 658                                          |
| 1846 | 1846                                         |                                              | 630                                          | 630                                          |
| 1852 | 1852                                         |                                              | 609                                          | 609                                          |
| 1858 | 1858                                         |                                              | 594                                          | 594                                          |
| 1864 | 1864                                         |                                              | 583                                          | 583                                          |
| 1871 | 1871                                         |                                              | 584                                          | 584                                          |
| 1875 | 1875                                         |                                              | 595                                          | 595                                          |
| 1885 | 1885                                         |                                              | 622                                          | 622                                          |
| 1895 | 1895                                         |                                              | 603                                          | 603                                          |
| 1905 | 1905                                         |                                              | 621                                          | 621                                          |
| 1910 | 1910                                         |                                              | 637                                          | 637                                          |
| 1925 | 1925                                         |                                              | 698                                          | 698                                          |
| 1939 | 1939                                         |                                              | 817                                          | 817                                          |
| 1946 | 1946                                         |                                              | 1.055                                        | 1.055                                        |
| 1950 | 1950                                         |                                              | 1.083                                        | 1.083                                        |
| 1956 | 1956                                         |                                              | 1.029                                        | 1.029                                        |
| 1961 | 1961                                         |                                              | 1.154                                        | 1.154                                        |
| 1967 | 1967                                         |                                              | 1.143                                        | 1.143                                        |
| 1970 | 1970                                         |                                              | 1.196                                        | 1.196                                        |
| 1980 | 1980                                         |                                              | ?                                            | ?                                            |
| 1990 | 1990                                         |                                              | ?                                            | ?                                            |
| 2000 | 2000                                         |                                              | ?                                            | ?                                            |
| 2011 | 2011                                         |                                              | 1.356                                        | 1.356                                        |
| 2016 | 2016                                         |                                              | 1.296                                        | 1.296                                        |
| Datenquelle: Historisches Gemeindeverzeichnis für Hessen: Die Bevölkerung der Gemeinden 1834 bis 1967. Wiesbaden: Hessisches Statistisches Landesamt, 1968. Weitere Quellen: LAGIS; Zensus 2011 |                                              |                                              |                                              |                                              |

### Historische Religionszugehörigkeit
| • 1885: | 30 evangelische (= 4,82 %), 592 katholische (= 95,18 %) Einwohner  |
| • 1961: | 53 evangelische (= 4,98 %), 1002 katholische (= 94,17 %) Einwohner |

## Infrastruktur und Wirtschaft

### Verkehrsanbindung

#### Straße
Durch den Ort verläuft die Landesstraße (L 3199), sie ist nach Norden hin die Verbindung nach Burgjoß und südlich nach Pfaffenhausen und weiter zur Nachbargemeinde Lohrhaupten. Die Entfernung zum Autobahnanschluss Bad Orb/Wächtersbach (AS 45) der A 66, beträgt etwa 18 km.

#### Bahn
Eine Anbindung an den Bahnverkehr bietet der Bahnhof Wächtersbach an der Kinzigtalbahn. Die Regionalbahn, die im Stundentakt verkehrt, bindet an die ICE-Haltepunkte Fulda und Hanau bzw. Frankfurt an. Der Bahnhof ist 17 km entfernt und auch mit öffentlichen Verkehrsmitteln erreichbar. Der Bahnhof ist barrierefrei ausgebaut.

### Nahverkehr
Ganzjährig verkehren die Buslinien MKK 82 und MKK 83, des KVG Main-Kinzig und schaffen öffentliche Verkehrsanschlüsse zu den andern Ortsteilen, den Nachbargemeinden und an die Kinzigtalbahn (Hessen) am Bahnhof Wächtersbach. Es gilt der Tarif des Rhein-Main-Verkehrsverbundes. Die Streckenführung von Oberndorf geht alternativ über Burgjoß – Bad Orb – Aufenau – Wächtersbach  bzw. Pfaffenhausen – Lettgenbrunn – Bad Orb – Aufenau – Wächtersbach.

### Rat- und Bürgerhaus Jossgrund

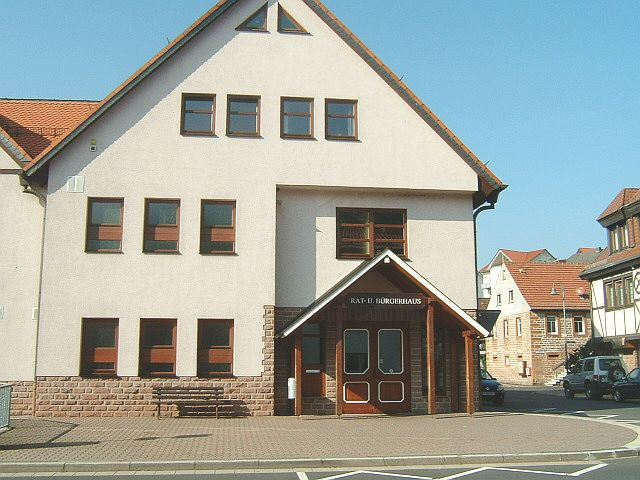
Rathaus der Verwaltung in Oberndorf

In der Ortsmitte befindet sich das 1990 bezogene Rat- und Bürgerhaus der Gemeinde Jossgrund. Es ist nicht nur Verwaltungs-, sondern auch kultureller Mittelpunkt der Gemeinde. Der große Saal wird oft für Veranstaltungen aller Art – von der Gewerbeschau bis zu Konzerten oder Heimatabenden der heimischen Vereinswelt – genutzt.

### Schule
In Oberndorf gibt es eine zweizügige Grundschule, die Jossatal-Schule. Sie ist die nächste Schule für die 4 Ortsteile der Gemeinde.
Weiterführende Schulen liegen außerhalb der Gemeinde. Es sind u. a.: die Kreisrealschule Bad Orb, das Grimmelshausen-Gymnasium Gelnhausen, die Henry-Harnischfeger Schule in Bad Soden-Salmünster und die Brentano-Schule im Linsengericht.

### Kindertagesstätte
In Oberndorf befindet sich die ganztags Kindertagesstätte „Unterm Regenbogen“. Die Tagesstätte hat 50 Plätze, in 2 Gruppen. Sie bietet den Kindern Mittagessen, aus eigener Küche an. Es gibt auch eine U3-Betreuung.

### Freiwillige Feuerwehr

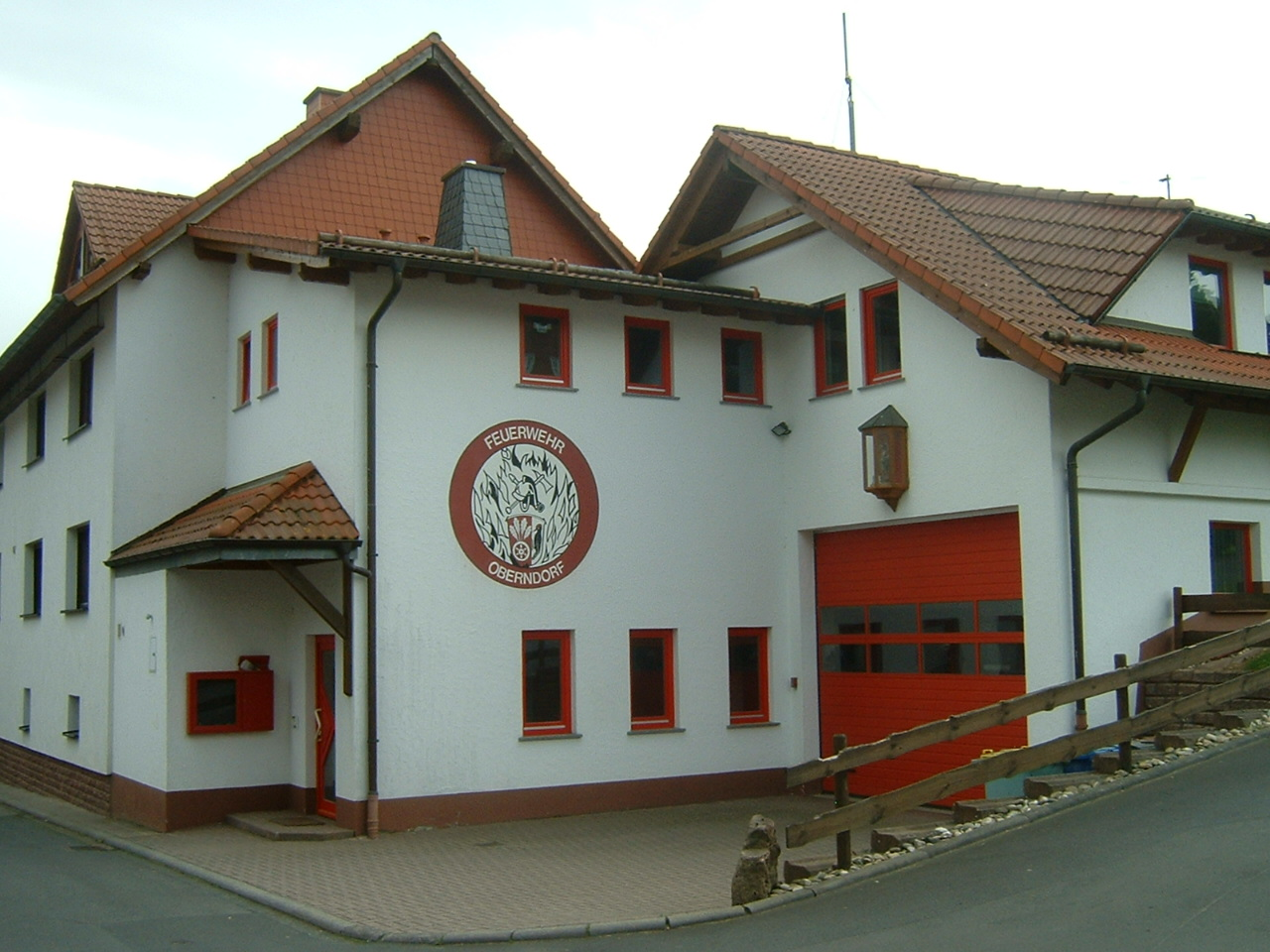
Feuerwehrhaus

Die Freiwillige Feuerwehr Oberndorf wurde 1928 gegründet. Ihre Einsatz- und Gefahrenschwerpunkte sind Hilfeleistung (bei Verkehrsunfällen, Unwettern etc.), große Waldgebiete, Landstraßen, Katastrophenschutz Hessen. Die Einsatzabteilung der Freiwilligen Feuerwehr Oberndorf besteht aus 36 Personen.

### Wirtschaft
Oberndorf ist landwirtschaftlich geprägt. Es verfügt infrastrukturell über Handwerksbetriebe aller Sparten, Apotheken, Arzt-, Zahnarzt-, Massage-, Kosmetik- und andere Pflegepraxen sowie über mehrere Fachgeschäfte.

## Kultur

### Theater
Das Amateurtheater „Inkognito“ aus Bürgern des Ortes tritt saisonal in der Kleinkunstbühne „Die Fabrik“ auf. Das 1952 errichtete Gebäude beherbergte zunächst eine Zigarrenfabrik, dann von 1956 bis 1963 eine Kleiderfertigung, anschließend stellte man darin Schreibmaschinenteile her (1964–1987) und schließlich war es die Auslagerung einer Gelnhäuser Gummifabrik. Seit 1990 dient es unter anderem als Kleinkunstbühne.

### Vereine
- Musikverein 1964 Oberndorf
- Narrenclub Oberndorf 1967 „Die Spötter“
- Gesangverein „Sängerlust“ 1911 Oberndorf
- Theatergruppe INKOGNITO, Oberndorf 1990
- VFB Oberndorf 1921 e. V.
- Quickstock 2005 e. V.
- Freiwillige Feuerwehr Oberndorf 1928 e. V.

### Darstellende Kunst
In der „Fabrik“, dem kulturellen Zentrum des Ortes, befindet sich auch ein Malatelier.

### Religion und Brauchtum

#### Fronleichnams- und Himmelfahrts-Prozession
Der seit dem 13. Jahrhundert existierende katholische Brauch der Fronleichnamsprozession wird auch in Oberndorf gepflegt. Vier Außenaltäre sind entlang des Prozessionsweges, quer durchs Dorf verteilt. Einzelne von ihnen wurden in langer, bis zu 160-jähriger Tradition, von bestimmten Familien errichtet und geschmückt. Auch kleinere „Nebenaltärchen“ zieren den Prozessionsweg. „Oberndorf und Pfaffenhausen wechseln sich seit Jahren mit der Ausrichtung der Prozessionen an den beiden Festtagen Christi Himmelfahrt und Fronleichnam ab“.

## Freizeit und Tourismus

### Radwanderweg „Perlen der Jossa“

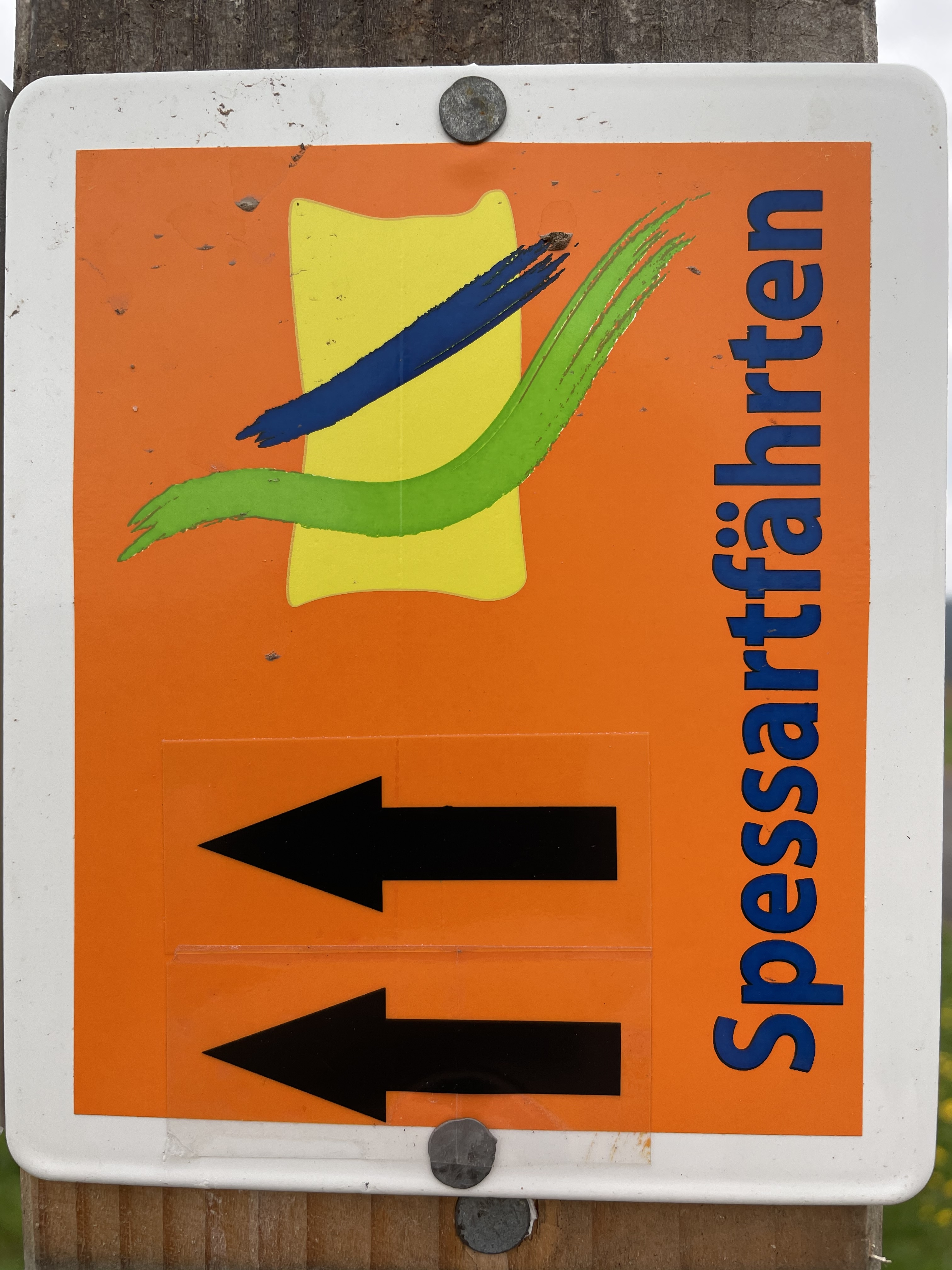
Logo der Spessartfährten

Oberndorf liegt am "Europäischen Kulturradweg Perlen der Jossa". Im Jossgrund war im Mittelalter die Flussperlmuschel verbreitet, deren Perlen jedoch, wegen unzureichender Qualität nicht genutzt wurden. Der ca. 33 km lange Radwanderweg führt durch den Jossgrund, von der Quelle bis zur Mündung der Jossa in die Sinn und darüber hinaus bis Emmerichsthal. Er wurde zur Förderung des Tourismus im Spessart durch das „Archäologische Spessartprojekt“ angelegt, und mit 12 Infotafeln ausgestattet. Sie geben Hinweise zur Natur, wie zu kulturellen Spuren in dieser Region. Dazu zählen: Die Burgruine Beilstein, der Burgwiesenpark mit Kneippanlage und Minigolfanlage in Burgjoß, das historische Wasserwerk in Mernes, eine Spessarttöpferei in Marjoß und eine Glashütte in Emmerichsthal. Die Trasse deckt sich im Tal der Jossa mit der Hessischen Apfelwein- und Obstwiesenroute.

### Wandern
Nicht nur den Talgrund der Jossa zwischen Burgjoß und Oberndorf, sondern auch die offenen Höhen darüber und vieles mehr erschließt die Spessartfährte „Jossgrund-Runde“. Der 11,7 km lange Rundwanderweg ist eine von 9 Spessartfährten, die längs des Spessartbogens konzipiert wurden und die ein intensiveres Kennenlernen der Landschaft ermöglichen. Der Weg ist als leicht eingestuft.

### Skilift
Oberndorf verfügt über einen kleinen Skilift und mehrere Langlaufloipen. Der Ausläufer des Nordwestspessarts gilt als relativ schneesicher.

## Sehenswürdigkeiten
- Die St. Martinskirche gilt mit ihrem Innenraum und dem  Kirchenschiff und der Orgel als sehenswert. Die ursprüngliche Kirche war bereits im frühen Mittelalter vorhanden. Um 1658 wurde die im Dreißigjährigen Krieg zerstörte Kirche unter den Herren von Thüngen wieder aufgebaut. 1891 wurde sie umgebaut und ihre heutige Form erhielt sie durch einen Neubau, der 1952 abgeschlossen war.
- Bundesweite Bekanntheit erreichte ein im Jahre 2020 erbauter Brunnen in der Ortsmitte, dessen Form an einen Penis erinnert, was zu Kontroversen unter Bürgern[22] und Erwähnungen in der Presse und TV[23] geführt hat.[24] Der Brunnen wird seither von Touristen besucht.[25]

## Persönlichkeiten

### Mit Oberndorf (Jossgrund) verbundene Persönlichkeiten
- Johann Karl Deufert (1838–1916), Pfarrer, Dechant; als Ortsschulinspektor in Oberndorf baute er „in Oberndorf ein stattliches modernes Schulhaus“; unter großen Schwierigkeiten setzte er sich für einen Ersatz des „armseligen Kirchleins“ in Oberndorf ein. Nach und nach wurde unter seiner Regie das heutige Gotteshaus errichtet[26].
- Oscar Haseneier (1875–1929), katholischer Geistlicher von Oberndorf, baute 1920/1921 mit Spendengeldern die Pfarrkirche von Pfaffenhausen auf[27], war auch Autor der romantischen Schauspiele: „Der Madstein“ und „Peter von Orb“ (1924)[28]
- Alf Bayrle (1900–1982), Maler und Bildhauer, lebte und wirkte zeitweise in Oberndorf
- Thomas Bayrle (* 1937), deutscher Objektkünstler, Maler, Grafiker und Videokünstler; lebte als Kind und Jugendlicher in Oberndorf
- Walter Korn (1937–2005), der Pädagoge, Bildungspolitiker und hessische Landtagsabgeordnete wurde in Oberndorf geboren.
- Ingrid Sonntag-Ramirez Ponce (INK; * 1966), Zeichnerin, Malerin und Projektkünstlerin; sie ist auch Jurorin diverser Kunst- und Kulturpreise. INK lebt und arbeitet in Oberndorf.